# Burlesc
|  | «Burlesque» redirigeix aquí. Vegeu-ne altres significats a «Burlesque (desambiguació)». |

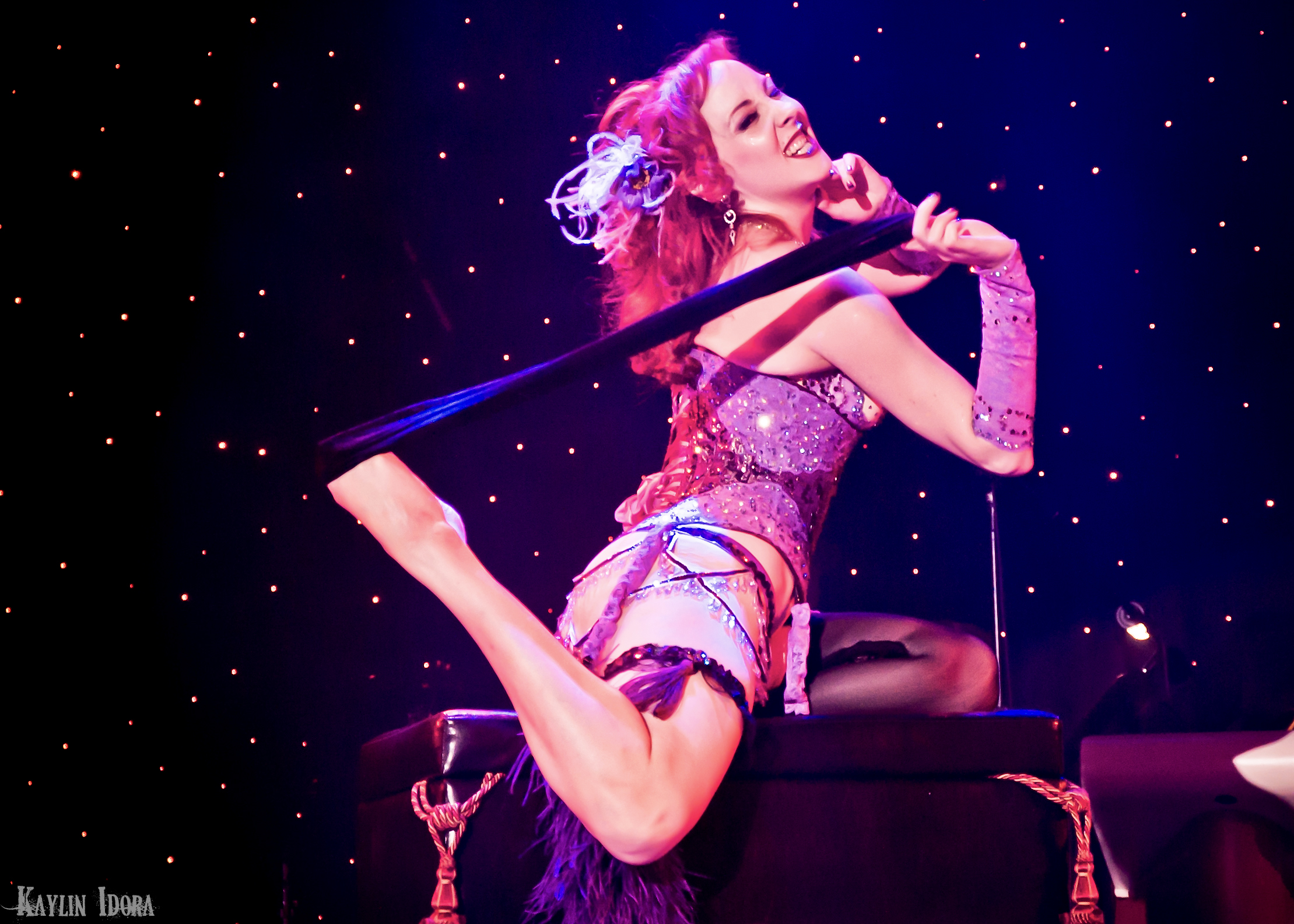
Un número de burlesque a Nova Orleans, any 2010

Burlesc o burlesque és una mena d'espectacle d'arts escèniques que sol consistir en historietes de paròdia. Si bé alguns autors afirmen que burlesque és un descendent directe de la Commedia dell'arte. Sorgida al segle xix del music hall i d'espectacles de vodevil (vaudeville), als començaments del segle XX sorgeix el burlesque populista com una barreja de sàtira i entreteniment per a adults, que incloïa actuacions per molestar o incomodar al públic. Al burlesque, els intèrprets o executants, en general dones, sovint formen cors o grups amb exuberants i colorits vestits, l'estat d'ànim apropiat per a la música i la il·luminació espectacular, i fins i tot s'inclouen actuacions amb foc i contorsionisme.
Senzillament burlesque significa «de cap per avall en un estil». En el burlesque les normes socials es converteixen en objectiu.